# Ел Сенизо (Тексас)
Ел Сенизо (енгл. El Cenizo) град је у америчкој савезној држави Тексас. По попису становништва из 2010. у њему је живело 3.273 становника.

## Демографија
Према попису становништва из 2010. у граду је живело 3.273 становника, што је 272 (7,7%) становника мање него 2000. године.
| Група             | 2000.         | 2010.         |
| Белци             | 31 (0,9%)     | 22 (0,7%)     |
| Афроамериканци    | 10 (0,3%)     | 0 (0,0%)      |
| Азијати           | 2 (0,1%)      | 1 (0,0%)      |
| Хиспаноамериканци | 3.506 (98,9%) | 3.248 (99,2%) |
| Укупно            | 3.545         | 3.273         |